# Piper pendulispicum
Piper pendulispicum är en pepparväxtart som beskrevs av C. Dc.. Piper pendulispicum ingår i släktet Piper och familjen pepparväxter. Inga underarter finns listade i Catalogue of Life.